# Brian Keith

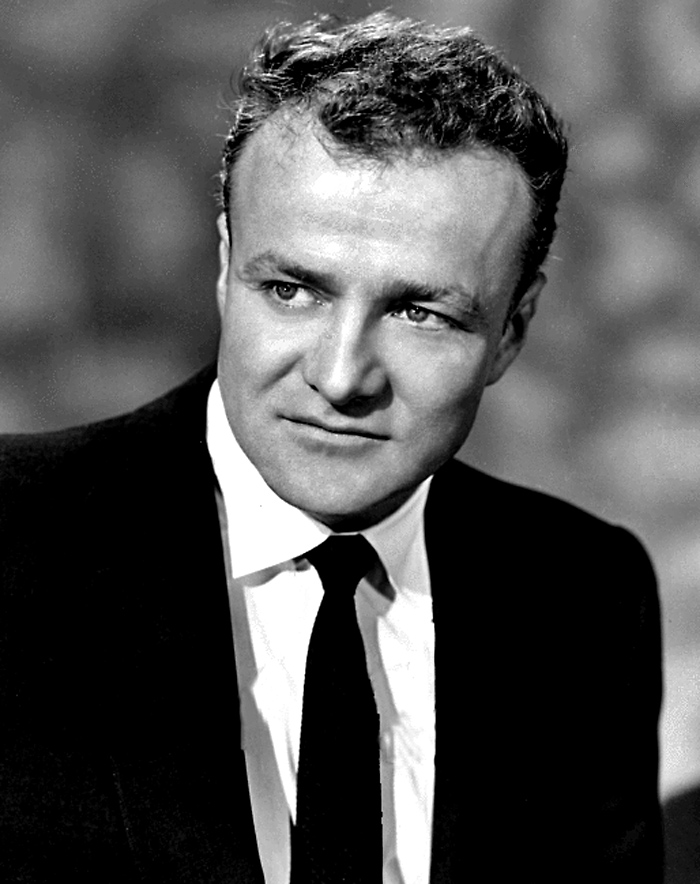
Foto promocional de 1957, do filme Dino

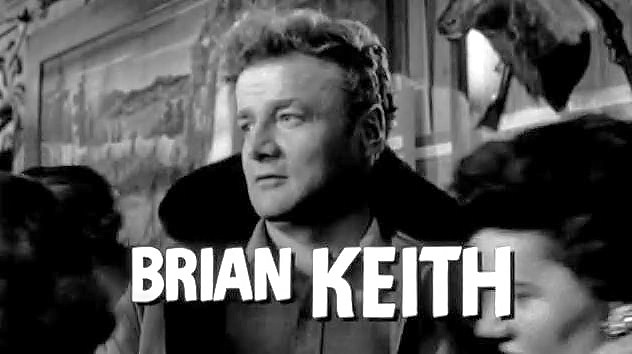
Brian Keith em trailer do filme 5 Against the House (1955)

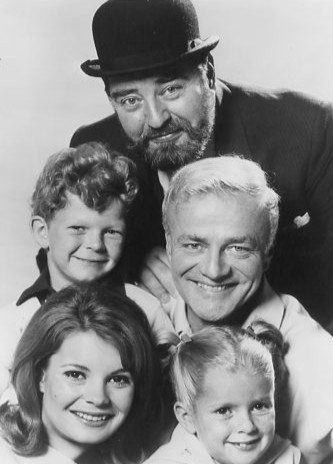
O ator com o elenco da série televisiva "Family Affair", em foto promocional de 1967

Brian Keith (Bayonne, 14 de novembro de 1921 — Malibu, 24 de junho de 1997) foi um ator norte-americano com inúmeros trabalhos no cinema, televisão e teatro.
Keith falava fluentemente o idioma russo.
Quando a rede de televisão Columbia Broadcasting System (CBS) pediu a ele que participasse de uma campanha publicitária no Natal ligada ao programa Family Affair, Keith recusou alegando que isto era exploração da festa religiosa.
Sepultado no Westwood Village Memorial Park Cemetery.

## Atuação artística

### Trabalhos no teatro
(lista parcial)
- Da (1978)
- Darkness at Noon (1951)
- Mister Roberts (1948)
- Heyday (1946)

### Trabalhos na televisão
Keith trabalhou na televisão da década de 1950 até o final de sua vida. Abaixo a lista de séries televisivas em que atuou (títulos originais):
- Walter and Emily (NBC, 1991-1992)
- Heartland (CBS, 1989)
- Pursuit of Happiness (ABC, 1987)
- The Murder of Sherlock Holmes (CBS, 1984)
- Hardcastle and McCormick (ABC, 1983-1986)
- Archer (NBC, 1975)
- The Zoo Gang (ITV, 1974)
- The Brian Keith Show (NBC, 1972-1974)
- Family Affair (CBS, 1966-1971)
- The Westerner (NBC, 1960)
- The Crusader (CBS, 1955-1956)

### Trabalhos no cinema
- Rough Riders (1997)
- Entertaining Angels: The Dorothy Day Story (1996)
- Under a Killing Moon (1994)
- Wind Dancer (1993)
- After the Rain (1990)
- Welcome Home (1989)
- Young Guns (1988)
- Death Before Dishonor (1987)
- Sharkey's Machine (1981)
- Charlie Chan and the Curse of the Dragon Queen (1981)
- The Mountain Men (1980)
- Meteor (1979)
- Centennial (minisérie) (1978)
- Hooper (1978)
- Nickelodeon (1976)
- Joe Panther (1976)
- The Wind and the Lion (1975)
- The Yakuza (1975)
- Scandalous John (1971)
- Something Big (1971)
- The McKenzie Break (1970)
- Suppose They Gave a War and Nobody Came? (1970)
- Gaily, Gaily (1969)
- Krakatoa, East of Java (1969)
- With Six You Get Eggroll (1968)
- Reflections in a Golden Eye (1967)
- Way… Way Out (1966)
- Nevada Smith (1966)
- The Russians Are Coming the Russians Are Coming (1966)
- The Rare Breed (1966)
- The Hallelujah Trail (1965)
- Those Calloways (1965)
- The Pleasure Seekers (1964)
- The Raiders (1964)
- A Tiger Walks (1964)
- Savage Sam (1963)
- Moon Pilot (1962)
- The Deadly Companions (1961)
- The Parent Trap (1961)
- Ten Who Dared (1960)
- The Young Philadelphians (1959)
- Appointment with a Shadow (1959)
- Villa! (1958)
- Violent Road (1958)
- Sierra Baron (1958)
- Desert Hell (1958)
- Fort Dobbs (1958)
- Hell Canyon Outlaws (1957)
- Chicago Confidential (1957)
- Run of the Arrow (1957)
- Dino (1957)
- Nightfall (1957)
- Storm Center (1956)
- 5 Against the House (1955)
- Tight Spot (1955)
- The Violent Men (1955)
- The Bamboo Prison (1954)
- Jivaro (1954)
- Alaska Seas (1954)
- Arrowhead (1953)
- The Other Kind of Love (1924)
- Pied Piper Malone (1924)